# Ganjar Pranowo

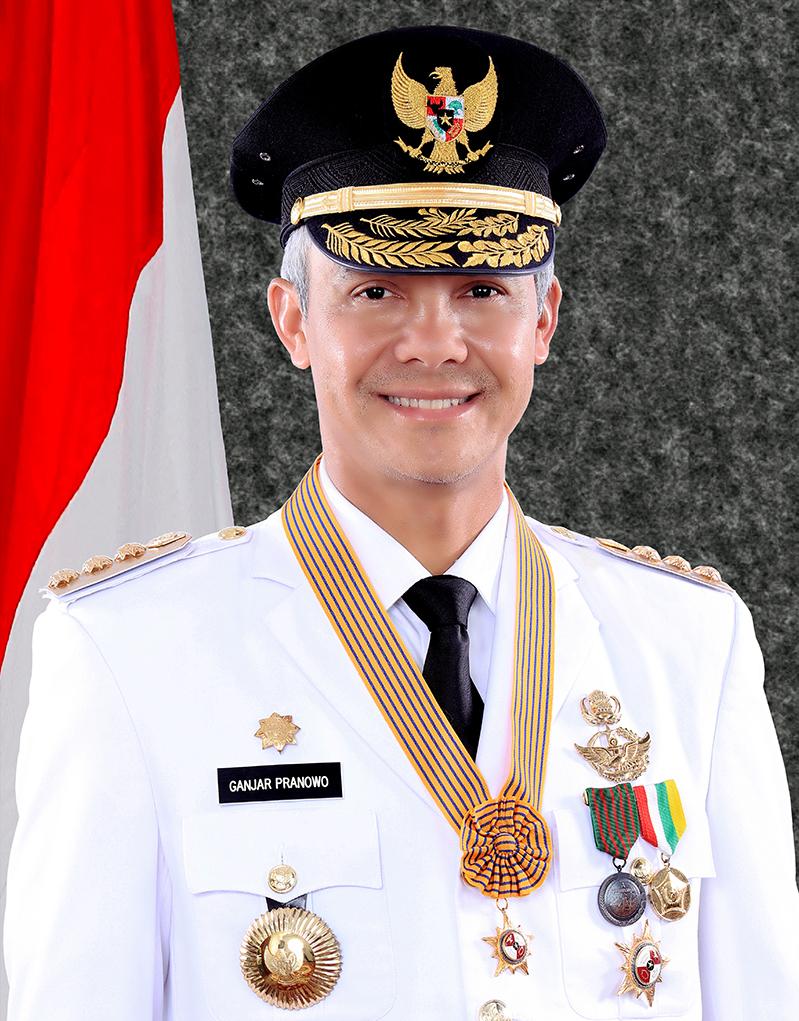
Ganjar Pranowo (2018)

Ganjar Pranowo (* 28. Oktober 1968 im Regierungsbezirk Karanganyar, Jawa Tengah) ist ein indonesischer Politiker der Demokratischen Partei des Kampfes Indonesiens PDI-P (Partai Demokrasi Indonesia Perjuangan), der zwischen 2004 und 2014 Mitglied des Volksvertretungsrates der Republik Indonesien DPR (Dewan Perwakilan Rakyat) war und seit 2013 Gouverneur von Jawa Tengah ist. Am 22. Oktober 2022 gab er seine Kandidatur bei der Präsidentschaftswahl in Indonesien 2024 bekannt.

## Leben

### Studien und berufliche Laufbahn
Ganjar Pranowo, Sohn von Pamuji Pramudi Wiryo (1930–2017) und Sri Suparni (1940–2015), besuchte die Grund- und Mittelschule in Kutoarjo im Regierungsbezirk Purworejo sowie die Sekundarschule in Yogyakarta. Nach deren Abschluss begann er 1987 ein Studium der Rechtswissenschaften an der dortigen Gadjah-Mada-Universität, das er 1995 beendete. Während seines Studiums schloss er sich der Indonesischen Nationalen Studentenbewegung GMNI (Gerakan Mahasiswa Nasional Indonesia) sowie der Demokratischen Campus-Bewegung GEDEK (Gerakan Demokrat Kampus) an und schloss sich den Protesten gegen den damaligen Universitätsrektor Koesnadi Hardjasoemantri an. Er absolvierte zudem ein postgraduales Studium der Politikwissenschaften an der Universität Indonesia. Nach Abschluss des Studiums war er zwischen 1995 und 1999 Berater für Personalentwicklung und begann zu Beginn der 2000er Jahre sein Engagement für die Demokratische Partei des Kampfes Indonesiens PDI-P (Partai Demokrasi Indonesia Perjuangan). Er war zwischen 2003 und 2005 stellvertretender Leiter der Zentralen Aus- und Weiterbildungsagentur sowie zugleich von 2003 bis 2005 Mitglied der Wahlkampfspendenabteilung des Wahlkampfausschusses seiner Partei.

### Mitglied des Volksvertretungsrates

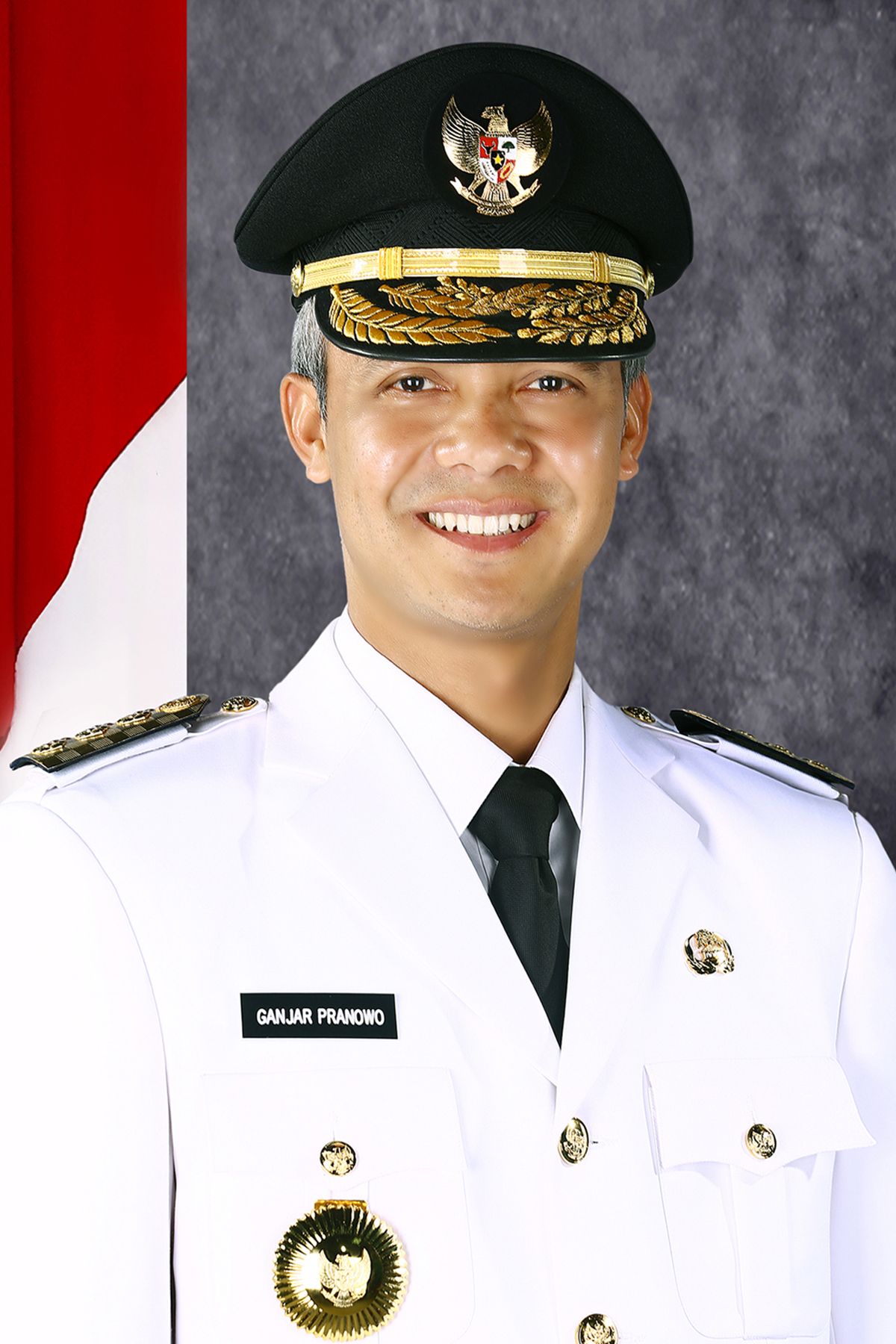
Ganjar Pranowo (2013)

2004 wurde Ganjar Pranowo für die PDI-D erstmals Mitglied des Volksvertretungsrates der Republik Indonesien DPR (Dewan Perwakilan Rakyat), eine von zwei gewählten nationalen gesetzgebenden Versammlungen in Indonesien, und gehörte dieser nach seiner Wiederwahl 2009 bis 2014 an. Zu Beginn seiner Parlamentszugehörigkeit war er zwischen 2004 und 2009 Mitglied des Ausschusses für Landwirtschaft, Plantagen, Forstwirtschaft, Marine, Fischerei, Ernährung. Daneben fungierte er zwischen 2005 und 2010 als Stellvertretender Leiter der Katastrophenschutzbehörde BAGUNA (Badan Penanggulangan Bencana). Außerdem fungierte er zwischen 2007 und 2009 als Vorsitzender des Sonderausschusses für das Gesetz über politische Parteien sowie zeitgleich zunächst als stellvertretender Sekretär der Fraktion der PDI-P im Volksvertretungsrat.
Während der zweiten Periode seiner Parlamentszugehörigkeit fungierte er zwischen 2009 und 2014 als stellvertretender Vorsitzender des Ausschusses für Innenverwaltung und regionale Autonomie, Staatsapparat und bürokratische Reform, Wahlen, Land- und Agrarreform. Zudem war er von 2009 bis 2010 als Sekretär der PDI-P-Fraktion sowie zeitgleich Mitglied des Sonderausschusses für die Untersuchungen zur Century Bank. Weiterhin war zwischen
2010 und 2013 wieder stellvertretender Sekretär der PDI-P-Fraktion sowie von 2010 bis 2014 Leiter der Nationalen Regierungsabteilung der PDI-P.

### Gouverneur von Jawa Tengah
Bei den Gouverneurswahlen in Zentraljava (Jawa Tengah) am 26. Mai 2013 erhielt Ganjar Pranowo 48,8 Prozent der Stimmen, während der bisherige Amtsinhaber Bibit Waluyo 30,3 Prozent und Hadi Prabowo 20,9 Prozent bekamen. Am 23. August 2013 wurde er als Gouverneur von Jawa Tengah vereidigt. Während seiner Amtszeit fungierte vom 15. Februar bis zum 25. Juni 2018 Heru Sudjatmoko als kommissarischer Gouverneur. Nach dem offiziellen Ende der ersten Amtszeit am 23. August 2018 wurde Syarifuddin kommissarischer Gouverneur von Jawa Tengah. Am 5. September 2018 begann seine zweite Amtszeit als Gouverneur von Zentraljava.
Am 22. Oktober 2022 erklärte er, sich als möglicher Kandidat bei der Präsidentschaftswahl in Indonesien 2024 zu bewerben.
Aus seiner 1999 geschlossenen Ehe mit Siti Atikoh Suprianti ging das Kind Zinedine Alam Ganjar (* 2001) hervor.